# Хоенварт
Хоенварт (њем. Hohenwart) град је у њемачкој савезној држави Баварска. Једно је од 19 општинских средишта округа Пфафенхофен ан дер Илм. Према процјени из 2010. у граду је живјело 4.412 становника. Посједује регионалну шифру (AGS) 9186128.

## Географски и демографски подаци
Хоенварт се налази у савезној држави Баварска у округу Пфафенхофен ан дер Илм. Град се налази на надморској висини од 395 метара. Површина општине износи 52,2 km². У самом граду је, према процјени из 2010. године, живјело 4.412 становника. Просјечна густина становништва износи 85 становника/km².